# Refúgio du Plan de l'Aiguille
O refúgio du Plan de l'Aiguille  (em francês significa "Rrefúgio do Plano da Agulha") -  é um dos quatro refúgios de montanha dos percursos das Aiguilles de Chamonix, no maciço do Monte Branco, na França. Os outros três são o Refúgio des Cosmiques, o Refúgio de l'Envers des Aiguilles e o Refúgio du Requin.
Este refúgio é propriedade do Clube alpino francês.

## Acesso
De acesso fácil com um caminho pedestre desde o Teleférico da Agulha do Midi, está situado  abaixo deste teleférico, no Plan de l'Aiguille, e permite: 2 itinerários de esqui/snowboard, 13 de alpinismo na neve/gelo/misto, 34 de alta montanha rochosa, e 2 de caminhadas.